# قلب (فیلم ۱۹۹۹)
«قلب» (انگلیسی: Mann) یا روان یک فیلم درام عاشقانه هندی محصول سال ۱۹۹۹ به نویسندگی و کارگردانی ایندرا کومار با بازی عامر خان و مانیشا کویرالا برای دومین بار آنها را با هم ذوج هنری شده‌اند این دومین همکاری خان و کویرالا از زمان فیلم من تنها، تو تنها (۱۹۹۵) می‌باشد و همچنین آنیل کاپور، شارمیلا تاگور و نیراج وورا با رانی موکرجی در ظاهری خاص حضور داشتند. فیلم پس از انتشار بازخوردهای مثبتی دریافت کرد. موسیقی متن توسط سانجیف–دارشان به خوبی مورد استقبال قرار گرفت، اما به اتهام سرقت ادبی آهنگ‌های دیگر مورد انتقاد قرار گرفت. این فیلم عمدتاً بر اساس فیلم آمریکایی عشق‌بازی به‌یادماندنی محصول ۱۹۵۷ ساخته شده است.
بازیگران این فیلم عامر خان، مانیشا کویرالا، شارمیلا تاگور، نیراج وورا، آنیل کاپور، دیپتی بهاتناگار، دالیپ تاهیل، شاما سیکاندر، ساتین کاپو، آنانت ماهادوان، مشتاق خان، سید بهادر حسن خان بهادر، کتکی داو، سومونا چاکراوارتی و رانی موکرجی می‌باشند.

## داستان
دو کاران سینگ (عامر خان)، یک نقاش کازانووا و بلندپرواز در بدهی، موافقت می‌کند که با آنیتا (دیپتی بهاتناگار)، دختر سینگانیا (دالیپ تاهیل)، یک سرمایه‌دار ثروتمند، ازدواج کند. پریا (مانیشا کویرالا)، یک معلم موسیقی برای کودکان، با راج (آنیل کاپور) نامزد کرده است که به دلیل اینکه او در زمان نیاز به او کمک کرده بود، حاضر شده با او ازدواج کند. پریا و دیو در یک سفر دریایی با هم آشنا می‌شوند. دیو عاشق پریا می‌شود.